# Српски народни савез Републике Српске
Српски народни савез Републике Српске (СНС РС) је бивша парламентарна политичка странка у Републици Српској.
Странка је основана у августу 1997. године у Бањој Луци, од стране тадашњег предсједника Републике Српске, Биљане Плавшић.
Након избора 1997. била је владајућа странка у Републици Српској, све до паламентарних избора 2000. године. Током 2000. године долази до раскола у странци, када дио чланства оснива Демократски народни савез, а почетком 2001. године, Биљана Плавшић одлази у Хаг, због оптужнице за ратне злочине током рата у БиХ. То је довело до слабљења странке и лоших изборних резултата 2000. године. Странка је посљедњи мандат у Народној скупштини имала у шестом сазиву од 2002. до 2006, након чега нестаје се политичке сцене Републике Српске.

## Резултати
| Избори | # гласова | % од изашлих | # посланика | Влада     |
| ------ | --------- | ------------ | ----------- | --------- |
| 1997   | 126.852   | 18,07%       | 15 / 83     | владајући |
| 1998   | 95.817    | 12.9%        | 12 / 83     | владајући |
| 2000   | 14.239    | 2.3%         | 2 / 83      | опозиција |
| 2002   | 4.992     | 1.0%         | 1 / 83      | опозиција |